# Мануель Гонсалес
Мануель дель Рефухіо Гонсалес Флорес (ісп. Manuel del Refugio González Flores; 18 червня 1833 — 10 квітня 1893) — мексиканський військовий і політичний діяч, президент Мексики в 1880—1884 роках.
Його президентство з 1880 по 1884 відзначене низкою великих дипломатичних і внутрішніх досягнень, яку історик Фрідріх Кац вважає не менш ніж «глибокою трансформацією» Мексики. 
Незважаючи на те, що президентство Гонсалеса вважалося корумпованим, ця оцінка забарвлена складними фінансовими обставинами в 1884 році та кампанією Діаса з дискредитації свого наступника, проклавши шлях до його власного переобрання в 1884.

## Біографія
Мануель дель Рефухіо Гонсалес Флорес народився 18 червня 1833 в місті Матаморосі.
Був спочатку купцем, але потім обрав військову кар'єру. Будучи офіцером відзначився в громадянських війнах 1850-х років, як прихильник ліберальної партії. Як начальник штабу Порфіріо Діаса бився в 1862—1863 рр. проти французів і в битві при Пуебла позбувся руки. Разом з Порфіріо Діасом підготував березневу революцію 1867 року і після успішного її результату був поставлений на чолі штату Міхоакана, де чимало зробив для народної освіти. З 1873 по 1880 рік він був, при П. Діасі, військовим і морським міністром, а в 1880 році був обраний на посаду президента Мексики.
1 грудня 1880 року став президентом і займав цю посаду до 30 листопада 1884 року. На цій посаді умиротворив країну, підтримував з іноземними державами хороші відносини і покращив економічний стан народу. Однак, він не робив значних зусиль для боротьби з корупцією, що сприяло зміцненню позицій Порфіріо Діаса.
Мануель дель Рефухіо Гонсалес Флорес помер 10 квітня 1893 року в Чапінго. Похований в Ротонді видатних діячів у Мехіко.